# Classic-Umgebung
Die Classic-Umgebung (englisch Classic Environment), vormals Blue Box, ist eine in Rhapsody/PowerPC, Mac OS X Server 1.0-1.2v3 (Rhapsody-basiert) und Mac OS X bis Mac OS X Tiger (10.4, 2005) integrierte virtuelle Maschine, die zur Ausführung von klassischem Mac OS konzipiert ist.

## Vorgeschichte
Ab 1988 war man bei Apple bestrebt, ein modernes Nachfolgebetriebssystem für die Macintosh System Software zu entwickeln. In diesem Jahr wurde mit System 6 ein direkt auf „System“ Version 1.0 basierendes Macintosh-Betriebssystem herausgebracht, das weder kooperatives Multitasking noch Speicherschutz bot. Gemeinsam mit Partnern wurde eine Unix-Variante für Macintosh-Computer mit dem Namen A/UX entwickelt. Doch diesem Apple-Unix fehlten die Programme. Erst 1994 wurde mit dem Macintosh Application Environment (MAE) eine virtuelle System‑7-Umgebung bzw. auf nicht kompatibler Hardware ein Emulator für die Umgebung geschaffen.

## Entwicklung unter Rhapsody
Bei der Entwicklung des aus OPENSTEP (ursprünglich NeXTStep) entstandenen, neuen Apple-Betriebssystems Rhapsody, aus dem später Mac OS X hervorging, wurde eine Virtualisierungsumgebung zur Wahrung der Kompatibilität zu bestehenden Mac‑OS-Anwendungen beigelegt. Dieses zunächst als Blue Box bezeichnete Programm konnte Mac OS 8.1 im Vollbildmodus unter Rhapsody ausführen, auf dem klassische Mac-OS-Programme verwendet werden konnten, wenn diese keine undokumentierten Funktionen benutzten oder direkten Zugriff auf die Hardware benötigten. Blue Box wurde aus dem Macintosh Application Environment (MAE) entwickelt und war erstmals in Rhapsody 5.1 (Developer Release 2) enthalten.
Die Namensgebung leitete sich von den in der Entwicklung beabsichtigten, unterschiedlichen Anwendungsschichten ab: Die „Blue Box“ sollte eine Kompatibilitätsschicht für bestehende Mac‑OS-Anwendungen sein, während unter der Bezeichnung „Yellow Box“ die neue Programmierschnittstelle (API) für zukünftige Anwendungen entwickelt wurde. Gerüchten zufolge war auch eine Schicht namens „Red Box“ geplant, die für Windows-Anwendungen gedacht war. Rhapsody wurde auf der WWDC 1997 inklusive Blue Box vorgestellt.
Rhapsody gab es sowohl als PowerPC- als auch als x86-Betriebssystem mit Yellow Box als der zentralen neuen Programmierschnittstelle, die dank der Vorarbeit von OpenStep sogar bereits auf Windows portiert worden war. Die Blue Box war nur auf der PowerPC-Architektur lauffähig. Angeblich wäre eine PowerPC-Emulation auf der x86-Rechnerarchitektur zu aufwendig und in der Ausführungsgeschwindigkeit auch zu langsam gewesen. 2006 wurde dennoch mit Rosetta eine Art Emulation in Mac OS X/Intel, bis Mac OS X Snow Leopard (10.6, 2009), eingebaut, die PowerPC-Mac-OS‑X-Programmcode auf Intel-Prozessoren lauffähig machte. Die Red Box wäre nur auf der x86-Architektur lauffähig gewesen.
Die Blue Box wurde ständig weiterentwickelt und war auch in den direkt auf Rhapsody basierten Power-Mac-Server-Betriebssystemen Mac OS X Server 1.0 (virtualisiert Mac OS 8.5.1) bis 1.2 (virtualisiert Mac OS 8.6) enthalten.

## Bestandteil von Mac OSX
Mit der Entwicklung von Mac OS X wurde die Yellow Box unter dem neuen Namen Cocoa weiterentwickelt. Die Blue Box wurde zur Classic-Umgebung und war bereits mit Mac OS X Public Beta (10.0, „Kodiak,“ 2000) fester Bestandteil des Betriebssystems. Während es den Vorgänger Rhapsody noch als Intel- und PowerPC-Version gab, lief Mac OS X nur mehr auf der Apple-eigenen PowerPC-Plattform. Für Mac OS X gab es zuanfangs nur sehr wenige Anwendungen, aber dank der Classic-Umgebung war es Nutzern darauf weiterhin möglich, ihre für klassisches Mac OS gekaufte Software auch auf dem neuen Betriebssystem zu nutzen. Für Programmierer wurde zur Vereinfachung des Umstiegs von klassischem Mac OS auf Rhapsody/Mac OS X (Cocoa) die neue Programmbibliothek Carbon eingeführt – damit waren Programme leichter portiertbar und somit sowohl unter Mac OS (PowerPC, nicht 68k) als auch unter Mac OS X nativ (und damit ohne Blue Box) ausführbar. Jedoch kann Carbon nach Meinung eines Entwicklers erst mit Mac OS X 10.2 („Jaguar,“ 2002) als fertig betrachtet werden.
Um das „Classic Environment“ unter Mac OS X verwenden zu können, wird zur Virtualisierung mindestens Mac OS 9.1 benötigt. Anders als noch bei der Blue Box, die nur im Vollbild zwischen dem nativen Desktop und dem virtualisierten klassischen Desktop des innerhalb der Blue Box laufenden Mac OS umschalten konnte, werden mit „Classic“ die einzelnen Programmfenster aus der Virtualisierung nun transparent in die grafische Benutzeroberfläche von Mac OS X integriert, erscheinen im Dock und teilen mit Mac OS X die gemeinsame Menüleiste. Das benötigte Mac OS war jedoch nicht Bestandteil der Classic-Umgebung und musste separat erworben werden. Aktualisierungen von Mac OS 9 auf 9.1 bis 9.2.2 sind gratis. Einigen späteren PowerPC-basierten Macs lag Mac OS 9.2.2 für die Classic-Umgebung als Installationspaket für Mac OS X bei.
Auf Xserve-Systemen ist die Classic-Umgebung nicht nutzbar.
Mit Mac OS X Leopard (10.5, 2007) wurde die Unterstützung für die Classic-Umgebung aus dem Betriebssystem entfernt, da es bereits genügend Carbon- und Cocoa-basierte Anwendungen gab. Außerdem wurde Ende 2005 und Anfang 2006 die Umstellung von PowerPC auf Intel-Prozessoren vollzogen. Während Anwendungen für Mac OS X durch sogenannte Universal Binaries auf sowohl PowerPC als auch auf Intel nativ ausführbar waren, war das „Classic Environment“ mit der x86-Architektur der Intel-Prozessoren nicht kompatibel.

## Emulatoren für Apple-Systeme
Alternativen zur Classic-Umgebung sind Emulatoren, die zwar nicht so gut in Mac OS X – das ab 2012 OS X und seit 2016 macOS heißt – integriert sind, jedoch den Vorteil bieten, dass sie auch auf anderen Architekturen (z. B. auf x86-Hardware) lauffähig sind. Außerdem lassen sich damit nicht nur Mac OS 8 oder 9 (PowerPC), sondern auch Mac OS auf m68k als auch Mac OS X/OS X/macOS selbst emulieren bzw. virtualisieren.
Da Apple die verwendeten Prozessoren mehrmals gewechselt hat, ist es für die Wahl eines Emulators gut zu wissen, unter welcher Prozessorarchitektur das zu emulierende Apple-Betriebssystem lauffähig ist:
- Mac OS ist bis Version 8.1 auf 68k-Prozessoren lauffähig.
- Ab System 7.1.2 war Mac OS auf PowerPC-Systemen einsetzbar. Ab Mac OS 8.5 ist ein PowerPC-Prozessor Voraussetzung.
- Rhapsody (5.0-5.2) läuft entweder auf PowerPC- oder auf Intel-Systemen.
- Mac OS X Server 1.0 bis 1.2v3 (Rhapsody 5.3-5.6) benötigt ein PowerPC-System (im Gegensatz zu Rhapsody 5.0-5.2 gab es keine Intel-Version).
- Mac OS X läuft bis Mac OS X Leopard (10.5, 2007) auf PowerPC-Systemen.
- Ab Mac OS X Tiger (10.4, 2005) sind auch Versionen für Intel-Prozessoren verfügbar; Mac OS X Server 10.4.7/Universal („Tiger,“ 2006) und Mac OS X Leopard (10.5, 2007) sind Universal-Versionen und somit auf PowerPC und auf Intel-Prozessoren einsetzbar. Ab Mac OS X Snow Leopard (10.6, 2009) ist ein Intel-Prozessor Voraussetzung.

Auf Mac OS X Leopard (10.5, 2007), auf welchem unter PowerPC-basierten Macs die Classic-Umgebung fehlt, gibt es nur die Möglichkeit (sowohl auf PowerPC als auch auf Intel), SheepShaver zu nutzen.
Folgende virtuellen Maschinen und Emulatoren stehen für Mac OS und Mac OS X/OS X/macOS zur Verfügung:
- ShapeShifter, Basilisk I und Basilisk II bieten eine Emulation von 68k-basierten Macs für Mac OS bis Version 8.1.
- Mac OS selbst bietet ab System 7.1.2 eine transparente 68k-Emulation, wenn es auf PowerPC-Hardware läuft.
- Die Blue Box bietet eine Virtualisierung unter Rhapsody (PowerPC) für Mac OS Version 8.1 bis 8.6.
- Das Classic Environment bietet eine Virtualisierung unter Mac OS X bis 10.4 (PowerPC) für Mac OS ab Version 9.1.
- SheepShaver bietet eine Emulation oder Virtualisierung von PowerPC-basierten Macs für Mac OS ab Version 7.5.2 bis Version 9.0.4.
- PearPC bietet eine Emulation von PowerPC-basierten Macs für Mac OS X 10.1 bis 10.4.
- diverse x86-Virtualisierer wie Parallels Desktop, VirtualBox und VMware Fusion können Mac OS X 10.4/Intel (Server) bis zum aktuellen macOS virtualisieren, was jedoch aufgrund der Lizenzbestimmungen von Mac OS und Mac OS X/OS X/macOS nur auf Apple-Hardware erlaubt ist.

Sowohl Basilisk II für 68k-basierte Mac‑OS- als auch SheepShaver und PearPC für PowerPC-basierte Mac‑OS- und Mac-OS‑X-Versionen sind auf moderner Hardware der x86-Architektur („Intel“ IA-32 und x64) unter verschiedenen Betriebssystemen (darunter auch Linux, macOS und Windows) lauffähig.
Das Virtualisieren von Mac OS X/OS X/macOS ist nur auf Apple-Hardware gestattet. Jedoch ist diese Klausel in Deutschland nur dann gültig, wenn man als Kunde vor dem Kauf davon in Kenntnis gesetzt wurde. Bei Ladenkäufen, also wenn Mac OS X/OS X/macOS als DVD oder auf USB-Stick im Geschäft erworben wird, gilt diese Klausel daher in Deutschland nicht, weil die Lizenzbestimmungen erst nach dem Auspacken aus der Verpackungshülle vom Kunden gelesen werden können.